# 皮米西站
皮米西站（英語：Pimisi Station）是一座位於加拿大渥太華的輕軌車站，是渥太華輕鐵1號線和建設中的3號線的途徑車站。

## 位置
本站1號線站台設立於阿爾伯特街（英語：Albert St）以北，布斯街下方。

## 歷史
本車站所在位置起初為渥太華快速公交系統車站勒佈雷頓站（英語：LeBreton Station）。
2011年7月，渥太華市議會宣佈通過輕鐵1號線建設方案，本站原有公交車站宣佈被取消。同年，在當地阿爾岡昆人居民的建議下，本站更名為皮米西站（英語：Pimisi Station，在阿爾岡昆語中意為「鰻魚」）。
2019年9月14日，本站1號線站台隨1號線開通運營而啓用。

## 車站結構
本車站為地面車站，岛式站台設計。站廳則位於站台上方，布斯街的兩側。

## 站内藝術
本站内包含四件藝術品：由纳迪亚·迈尔（英語：Nadia Myre）所設計的於車站北部的兩座雕塑與玻璃墻壁上的畫所組成的“鳗鱼之靈，篮子和栅栏”（英語：Eel Spirit, Basket, and Fence），由西蒙·布拉斯科佩（英語：Simon Brascoupé）所涉及的於車站南部的雕塑“亞崗昆駝鹿”（英語：Algonquin Moos）和於布斯節西側出入口玻璃墻上的畫“亞崗昆·伯奇·巴克·比特设计”（英語：Algonquin Birch Bark Biting Designs）。此外，在車站屋頂還有由艾米莉·布拉斯科普·霍夫勒（英語：Emily Brascoupé-Hoefler）、多琳·斯蒂文斯（英語：Doreen Stevens）、雪莉·安·羅傑斯（英語：Sherry-Ann Rodgers）和西爾維亞·泰妮斯托（英語：Sylvia Tennisco）聯合設計的由100個獨木舟槳組成的“瑪瑪威：在一起”（英語：Simon Brascoupé）。所有的這些藝術作品全部都由位於亞崗昆領土的原住民藝術家設計。

## 車站結構
| 高架層 站廳層 | 站廳                    | 出入口、自動售票機、進出站閘機 |
| 地面層 站台層 |                         | 1 1號線往特尼牧場（灣景）      |
| 地面層 站台層 | 島式站台，左側開門      |                                |
| 地面層 站台層 | 1 1號線往布萊爾（萊昂） |                                |
| 地下層 站廳層 | 站廳                    | 出入口、自動售票機、進出站閘機 |

## 出口
| 西出口   | 布斯街     | 加拿大戰爭博物館 好同伴老年中心 勒佈雷頓平原 多米尼加大學學院 聖文森特醫院 | B等候站： 61 63 66 75 85                                        |  |
| 東出口   | 布斯街     | 加拿大戰爭博物館 好同伴老年中心 勒佈雷頓平原 多米尼加大學學院 聖文森特醫院 | A等候站： 61 63 66 75 85 185                                    |  |
| 地面出口 | 阿爾伯特街（英語：Albert St） | 加拿大戰爭博物館 好同伴老年中心 勒佈雷頓平原 多米尼加大學學院 聖文森特醫院 | C等候站： 16 N 51 N 61 N 75 R 1 D等候站： 16 N 51 N 61 N 75 R 1 |  |

## 外部鏈接
- 站臺網站（英文） （页面存档备份，存于）